# Kapalong

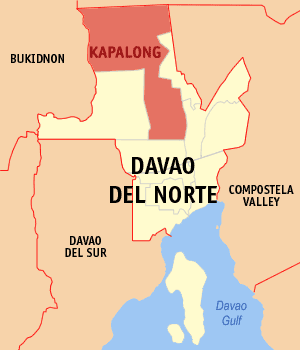
Bản đồ của Davao với vị trí của Kapalong

Kapalong là một đô thị hạng 1 ở tỉnh Davao del Norte, Philippines. Theo điều tra dân số năm 2000, đô thị này có dân số 68.593 người trong 13,843 hộ.

## Các đơn vị hành chính
Kapalong được chia thành 14 barangay.
- Semong
- Florida
- Gabuyan
- Gupitan
- Capungagan
- Katipunan
- Luna
- Mabantao
- Mamacao
- Pag-asa
- Maniki (Poblacion)
- Sampao
- Sua-on
- Tiburcia